# 暇 (雑誌)
『暇』（ひま）は、TRASHBOOKSが刊行するサブカルチャー雑誌。2022年8月1日に創刊準備号が刊行され、2022年9月10日発行の創刊号からは隔月刊（奇数月発刊）となった。判型はA5判。

## 概要
女性お笑いコンビのにぼしいわし・いわし（現・伽説いわし）のエッセイ『そのうち孵化するって』の刊行を受けて創刊準備号が発行され、当初はフリーマガジンとして配布されていた。芸能・演劇・美術関係者のインタビュー記事などを中心としていたが、のちに発行元編集部が高円寺から神奈川県厚木市に拠点を移し、厚木市ローカルの特集を前面に押し出す色合いとなった。
2025年には神奈川県清川村のカフェ店主・浅見摩紀監修のカンボジア料理のレシピ集が別冊として刊行された。伽説いわしと哲学芸人のマザー・テラサワが創刊号からコラムを連載。

## 連載
- マザー・テラサワ時事放談
- 活字版いわし女本話